# 폴란드 입헌왕국
폴란드 입헌왕국(폴란드어: Królestwo Kongresowe, 러시아어: Царство Польское)은 1815년 빈 회의에 따라 나폴레옹의 바르샤바 공국의 후신으로서 설치된 폴란드 지역의 반(半)자치적인 정체였다. 프랑스가 일련의 나폴레옹 전쟁에서 패한 이후 이 지역을 러시아 제국에 할양하면서 설립되었다.
원칙적으로는 자유주의 헌법에 의해 상당한 자치권을 부여받았으나 실제로는 폴란드의 왕으로서 동군연합을 이룬 러시아 황제가 모든 권력을 가지고 있었고, 1830~31년 11월 봉기와 1863년 1월 봉기가 진압된 이후로는 형식적인 자치권도 거의 박탈되었다. 입헌왕국은 1915년 제1차 세계 대전 중 러시아의 대후퇴에 따라 동맹국에 점령되며 사실상 해체되었고 독일이 세운 바르샤바 총독부가 그 뒤를 이었다. 1917년에는 그 영토 중 일부에 동맹국의 종속국으로서 폴란드 섭정왕국이 수립되었는데, 이는 1918년 독립적인 폴란드 제2공화국이 세워지는 한 기반이 되었다.

## 이름
국가의 공식 명칭은 폴란드 왕국(폴란드어: Królestwo Polskie, 러시아어: Царство Польское)이었으나 역사가들은 다양한 폴란드의 왕국들과 구분하기 위해 "폴란드 입헌왕국"(영어: Congress Poland)이라는 명칭을 많이 사용한다.

## 같이 보기
- 핀란드 대공국